# آشوت تاوادیان
آشوت آقاسو تاوادیان (ارمنی: Աշոտ Աղասու Թավադյան؛ زادهٔ ۱۴ ژوئن ۱۹۵۳) یک اقتصاددان و سیاستمدار اهل ارمنستان است که از تاریخ ۱۹۹۵ تا تاریخ ۲۰۰۳ سمت ریاست اتاق حسابرسی مجلس ملی جمهوری ارمنستان را برعهده داشت.

## زندگی‌نامه
در ۱۴ ژوئن ۱۹۵۳ در ایروان به دنیا آمد و از دانشگاه دولتی ایروان و دانشگاه دولتی اقتصاد ارمنستان فارغ‌التحصیل شد. 